# Досон (Техас)
Досон (англ. Dawson) — город в округе Наварро, штат Техас (США). По данным на 2013 год население составляло 801 человек.

## История
История поселения началась в 1847 году, когда здесь посреди пустой степи поселился фермер Бриттон Досон (англ. Britton Dawson) — участник войны за независимость Техаса, в том числе в битве при Сан-Хасинто, который на сей раз просто искал для своего скота подходящее место с хорошей травой и водой. Досон построил здесь свой дом, таким образом основав общину, а основным источником прибыли являлись поставки кипариса, доставляемых в Мексиканский залив. В 1881 году близ поселения прошла узкоколейная железная дорога от Корсиканы до Уэйко, что дало толчок к развитию. Тогда же сыновья Досона, Дэйв и Генри (англ. Dave and Henry Dawson), подарили земли, занятые под ранчо, для развития городка. Уже в 1882 году в поселении Досон было открыто почтовое отделение, а в 1883 году появился лесной склад и аптека. В 1887 году численность населения достигает 500 человек, а в 1908 Досон был зарегистрирован.
В 1926 году в городке уже процветала хлопковая промышленность, в том числе работали четыре хлопкоочистительные машины и фабрика по производству хлопкового масла. К началу 1930-х годов в Дойсоне работали уже 65 предприятий, а численность населения была выше 1100 человек.

### Авиакатастрофа 1968 года
3 мая 1968 года близ Досона произошла одна из крупнейших в истории американской авиации катастроф. Lockheed L-188 Electra авиакомпании Braniff Airways направлялся из Хьюстона в Даллас, когда пролетая над округом Наварро разрушился в воздухе и упал у восточной границы Досона, при этом погибли 85 человек. Причиной катастрофы было названо решение командира самолёта следовать через грозу, в которой лайнер подвергся критическим перегрузкам, которые разорвали самолёт на части.

## География
Досон расположен на западе округа Наварро на шоссе 31; высота над уровнем моря составляет 482 фута (147 м). Общая площадь города по данным на 2013 год — 1,77 квадратных миль (4,58 км²). Климат классифицируется как субтропический муссонный, что соответствует жаркому влажному лету и мягкой прохладной зиме, но морозы тем не менее возможны.

## Демография
Как уже сказано выше, в 1887 году население городка достигло 500 человек и продолжало расти. По данным с 1914 по 1920 в городе проживали 950 человек, а в 1928 году был достигнут исторический максимум — 1500 жителей. В 1930-х годах численность населения стабилизировалось на уровне около 1100 жителей и сохранялось на нём до середины 1950-х годов. Но уже в 1960-х годах численность населения стала снижаться и к 1988 году достигает 789 человек, при этом сохранилось только 7 предприятий. В 1990 году в городке проживали теперь лишь 766 человек.
По данным на 2000 год население Досона составляло 852 человека, в том числе 229 семей, а город насчитывал 408 жилых домов. По расовому признаку 80,99 % населения были европейской расы, 15,14 % — афроамериканцы, 0,12 % — индейцы, 0,12 % — азиаты, 1,64 % — других национальностей, а 2,00 % — метисы. На долю латиноамериканцев приходилось 6,34 % населения. Средний возраст жителей городка составлял 40 лет. 24,1 % жителей были моложе 18 лет; 7,6 % — 18—24 года; 23,9 % — 25—44 года; 21,7 % — 45—64 года; а 22,7 % — от 65 лет и старше. По гендерному признаку соотношение численности мужчин и женщин в среднем составляло соответственно 90,6 к 100, а для населения старше 18 лет — 81,2 к 100.
По данным на 2013 год в городе проживал 801 человек, в том числе 335 (41,9 %) мужчин и 466 (58,1 %) женщин, а средний возраст составлял 48,9 лет. Средний доход на душу населения составлял по оценке 18 276 $, а на каждый дом — 58 166 $. Средняя арендная плата за дом была 464 $.